# Salto FC
Der Salto Fútbol Club (Spitzname: Naranjero) war ein Fußballverein aus der im Departamento Salto gelegenen gleichnamigen Stadt Salto im Nordwesten Uruguays.
Der Verein wurde am 19. November 2002 mit dem Ziel gegründet, einen Vertreter der Region im professionellen Fußball in Uruguay zu etablieren.  Der Salto FC spielte von 2003 bis 2005 drei Spielzeiten in der zweithöchsten uruguayischen Spielklasse, der Segunda División. Der Verein erreichte dabei die Plätze 7, 16, und 15. Salto FC stieg trotz des 16. Platzes im Jahre 2004 nicht aus der Liga ab, da drei andere Vereine wegen Spielerstreiks aus dem Wettbewerb ausgeschlossen wurden. Salto zog sich 2005 nach sieben Spielen aus der Clausura (Rückrunde) der Liga zurück und die ausstehenden Partien wurden 0:2 gegen den Verein gewertet.